# Ernst Zimmermann (företagsledare)
Ernst Zimmermann, född 7 mars 1929, död 1 februari 1985 i Gauting utanför München, var chef för Motoren- und Turbinen-Union (MTU).
Ernst Zimmermann mördades i sitt hem av "Kommando Patsy O'Hara" från Röda armé-fraktionen. En kvinnlig terrorist utgav sig för att vara brevbärare och att Zimmermann måste skriva under ett brev personligen och släpptes in av Zimmermanns fru. En ung man kom in med en automatkarbin och de två terroristerna band paret Zimmermann och mördade Ernst Zimmermann med ett skott i bakhuvudet. Man har inte kunnat identifiera mördarna.